# Jacques Wybauw
Jacques Wybauw, né à Uccle le 5 mars 1925, est un architecte belge.

## Biographie
Jacques Wybauw a suivi sa formation à l'École nationale supérieure d'Architecture dans l'atelier de Jean De Ligne, d'où il est sorti diplômé avec Grande Distinction[réf. nécessaire] en 1950.

### Collaborations
Les collaborateurs de Jacques Wybauw au sein de son agence Bureau d'Architecture et d'Urbanisme Jacques Wybauw, qu'il crée en 1950, sont les architectes Robert D'Huys, Paul Evrard, Jean-François Fontaine et Jacques Mortier ainsi que l'ingénieur Philippe Van Halteren.
Il a aussi collaboré pour certains de ses travaux avec les architectes : Jacques Cuisinier, Jacques Thiran, André Van Meulecom ainsi qu'avec de nombreux bureaux d'études tel que par exemple Artec, Bagon, Courtoy, Progeco, Sofina, Union Chimique Belge.

### Fonctions
En plus d'être architecte et urbaniste, Jacques Wybauw est également professeur titulaire d'Architecture à l'École nationale supérieure d'Architecture et des Arts décoratifs La Cambre-Bruxelles de 1962 à 1982. Puis de 1982 à 1990, il continue de dispenser ce même enseignement mais avec une charge et une implication réduite.

### Autres activités
Jacques Wybauw est désigné délégué de la Belgique pour un congrès organisé par la société Européenne d'Énergie Atomique, au sujet de Architectural Planning of Atomic Center, qui s'est déroulé à Stresa en Italie en 1958 puis à Paris en 1959.
Il est également membre du jury du Prix d'Architecture Van De Ven de 1961 à 1966. Puis de 1968 à 1970, il devient président de la Société Centrale d'Architecture de Belgique, membre de jurys de fin d'études dans plusieurs Écoles d'Architecture, ainsi que pour le prix Robert Maskens. Dans cette même période, il devient également membre du Conseil de Perfectionnement de l'Architecture et des Arts Plastiques et membre du conseil de direction de la société Belge des Urbanistes et Architectes Modernistes.

## Récompenses et distinctions
- 1953 : 1re mention au prix d'architecture Van de Ven
- 1959 : 1re et 3e mentions au prix d'architecture Van de Ven
- 1960 : mention spéciale au concours national du bois
- 1961 : 3e mention au prix de l'I.N.L
- 1962 : 4e mention au prix d'architecture de Van de Ven
- 1963 : 2e mention au prix de l'I.N.L

## Projets et réalisations

### Le centre d'étude de l'énergie nucléaire C.E.N à Mol, Belgique
Jacques Wybauw réalise de nombreux bâtiments dédiés au centre d'étude de l'énergie nucléaire C.E.N à Mol, : 
- l'entrée générale : destinée à « marquer l'entrée, abriter le service de garde et de contrôle, donner un local d'attente et un parloir aux visiteurs, permettre le parking temporaire de quelques voitures »[4]
- le club house : « un restaurant et des salons à la disposition du personnel du C.E.N et de ses invités. À l'étage, une vingtaine de chambres [...] accueillent les personnes amenées à faire un séjour trop bref pour justifier l'installation dans des logements du quartier résidentiel »[5]
- des villa du type B et du type D : logements dans le quartier résidentiel du C.E.N[6]
- des maisons groupées : maisons situées dans le quartier résidentiel du C.E.N[7]
- les bâtiments scolaires : « l'école comporte une section primaire, une section gardienne et une petite crèche »[8]
- une salle de conférences : « salle qui comporte environ cinq cents places assises [...] conférences, congrès, projections lumineuses cinématographiques, théâtre et une galerie pour petite exposition didactique »[8]
- le bâtiment de technologie : « destiné à permettre des essais de matériel sur des dispositifs construits à leur échelle véritable »[9]
- le château d'eau : « alimente tout le C.E.N en eau potable. Une station d'épuration est construite au pied de la tour »[10]
- un bloc d'appartements : « petits appartements pour jeunes ménages ayant au plus deux enfants »[11]
- des maisons groupées (type 2) : maisons situées dans le quartier résidentiel du C.E.N[12]
- des maisons ouvrières : « ce groupe de constructions sociales s'ajoute naturellement aux nombreux bâtiments du C.E.N »[13]
- le bâtiment d'administration de la société Eurochemic : immeuble de bureaux pour l'administration centrale de l'Eurochemic[14]
- le bâtiment du premier réacteur : BR1[15]
- le cafétéria-réfectoire : « permettre aux membres du personnel de prendre leurs repas rapidement »[16]
- des appartements familiaux : deux immeubles de douze appartements pour des familles[17]
- le dormitory[18] : « pouvoir loger en grand nombre de jeunes employés célibataires, des étudiants effectuant une période de stage, , etc. »[18]

### Institut Médico-Psycho-Pédagogique P.S.-Decroly, Uccle
Jacques Wybauw est aussi l'auteur d'un ensemble architectural reconnu par Pierre Puttemans dans son livre l'Architecture Moderne en Belgique. 
L'Institut Médico-Psycho-Pédagogique P.S.-Decroly est composé de trois bâtiments, une école, un internat et un semi-internat. La cohérence d'ensemble est assurée par une mise en oeuvre de briques et de béton.

### Réalisations en région bruxelloise

#### Maisons unifamiliales
- 1952 : Maison Wybauw, Uccle, avenue Beau-Séjour
- 1954 : Maison Wolff, Uccle, avenue Napoléon[20]
- 1956 : Maison Tournay, Uccle, Bosveldweg[21]
- 1956 : Transformation de la maison Halteren, Bruxelles, rue de l'association
- 1957 : Maison Putman, Uccle, avenue Hamoir
- 1959 : Maison Campion, Uccle, Bosveldweg[22]
- 1961 : Maison Wybauw, Uccle, avenue Brunard[23]
- 1962 : Maison Janssen-Effront, Uccle, avenue des Statuaires
- 1963 : Maison Percher, Watermael-Boitsfort, avenue du Cerf-Volant[24]
- 1964 : Maison Deletaille, Auderghem, avenue Théo Vanpé
- 1964 : Maison Tagnon, Uccle, avenue Bosveldweg
- 1968 : Maison Hazaer, Woluwé-St-Pierre, avenue du Cosmonaute
- 1969 : Maison Wybauw, Woluwé-St-Pierre, avenue de Gomrée
- 1975 : Transformation de la maison Wybauw, Uccle, avenue de la Floride

#### Immeubles à appartements
- 1967 : Immeuble Linthout, Schaerbeek, rue de Linthout[25]
- 1968 : Complexe Leemans, Ixelles, place Albert Leemans
- 1974 : Immeuble Gachard, Ixelles, rue Gachard
- 1977 : Immeuble Hazaer, Woluwe-Saint-Pierre, avenue Orban
- 1977 : Complexe Tenbosh, Ixelles, rue de Tenbosh
- 1978 : Immeuble Rescobel, Uccle, rue Groeselenberg
- 1980 : Immeuble Lycée Français, Uccle, avenue du Lycée Français
- 1981 : Lotissement Gray, Etterbeek, rue Gray
- 1983 : Immeuble Poinçon, Bruxelles, rue du Poinçon
- 1984 : Immeuble Laeken, Bruxelles, rue de Laeken

#### Immeubles de bureaux
- 1966 : Bureaux Belgespar, Bruxelles, rue Belliard
- 1966 : Bureaux Luxembourg, Bruxelles, rue du Luxembourg
- 1968 : Immeuble rue Royale, Bruxelles, rue Royale
- 1968 : Bureaux Livourne, Ixelles, rue de Livourne
- 1968 : Extension du siège social de la BBL, Bruxelles, rue de la régence
- 1973 : Immeuble Gachard, Ixelles, rue Gachard
- 1973 : Siège social Renault, Ixelles, rue de l'Aqueduc
- 1973 : Immeuble avenue Louise, Bruxelles, avenue Louise
- 1974 : Immeuble Nerviens, Etterbeek, avenue des Nerviens
- 1981 : Immeuble Nerviens, Etterbeek, avenue des Nerviens
- 1983 : Immeuble Guimard, Bruxelles, rue Guimard

#### Bâtiments publics et équipements
- 1961 : École Nouvelle Decroly, Uccle, drève des Gendarmes[26]
- 1970 : Transformation d'un garage Renault, Bruxelles, boulevard du Jubilé
- 1972 : Institut Médico-Psycho-Pédagogique P.S.-Decroly, rue du Bambou
- 1973 : Centre sportif Van Bever, Uccle, avenue Van Bever
- 1981 : Extension d'un hangar quai des Usines, Bruxelles, quai des Usines
- 1981 : Bâtiment B faculté de médecine ULB, Anderlecht, route de Lennik
- 1981 : Bâtiment C faculté de médecine ULB, Anderlecht, route de Lennik
- 1982 : Colruyt Anderlecht, Anderlecht, chaussée de Mons
- 1988 : Bibliothèque médicale ULB, Anderlecht, route de Lennik
- 1990 : Extension de l'institut Bordet, Bruxelles, boulevard de Waterloo
- 1991 : Institut des arts et métiers, Bruxelles, boulevard de l'Abattoir

### Réalisations hors région bruxelloise
- 1951 : Centre provincial d’insémination artificielle, à St-Servais
- 1952 : Maison Toussaint, avenue des Petits Champs, à Waterloo
- 1953 : Maisons unifamiliales groupées, à Malonne
- 1958 : Maison Van Halteren, à Keerbergen
- 1958 : Villas jumelées Wybauw, avenue des Marguerites, à Wezembeek[27]
- 1959 : Maison Paquot, avenue Beau-Séjour, à Waterloo
- 1960 : Maison Van Halteren, à Keerbergen
- 1960 : Maison Toussaint, avenue de Belle Vue, à Waterloo
- 1960 : Maison Snoeck, avenue Gustave, à Rhode-St-Genèse
- 1961 : Maison Hanze, avenue des Sorbiers, à Rhode-St-Genèse[28]
- 1961 : Maison Verghoogen, à Bousval
- 1964 : Transformation du sanatorium Belgica, à Flamierges
- 1966 : Maison Cerf-Pecher, avenue des Érables, à Rhode-St-Genèse
- 1966 : Maison Mabille, avenue des Genêts, à Rhode-St-Genèse
- 1966 : Maison de vacances Wybauw, à Wyompont
- 1970 : Transformation d'une usine pour Wolfers, à Zele
- 1971 : Hangar Renault, à Machelen
- 1974 : Centre de coordination de la production et du transport de l’énergie électrique, à Linkebeek
- 1974 : Villa de vacances Lamfalussy, en Corse
- 1974 : Maison Hazaer, à Ottignies
- 1979 : Station-service, chaussée d’Alsemberg, à Dworp
- 1979 : Lotissement résidentiel Rescobel, à Kraainem
- 1982 : Aéroport de Lagos, à Ikeja
- 1987 : Village de vacances, à Vielsalm

### Bâtiments démolis
- 1958 : Dessin du pavillon M.B.L.E, à Heysel
- 1965 : Siège social Electrobel, boulevard du Régent, à Bruxelles[29]
- 1967 : Institut national du sang, rue Edmond Picard, à Bruxelles[30]
- 1979 : Immeuble appartements Van Horenbeeck, avenue Van Horenbeeck, à Bruxelles
- 1980 : Patinoire Vivier d’Oie, avenue Latérale, à Uccle
- 1991 : Bureau et habitation en préfabriqué « Wybunit », avenue Adolphe Dupuich, à Uccle

## Publications
- Maison familiale à Uccle, La Maison, no 10, 1957, p. 324-326
- Reconstruction du pont St Nicolas à Chiny, La Maison, no 10, 1957, p. 327
- Le centre d'étude de l'énergie nucléaire à Mol, La Maison, no 11, 1957, p. 349-355
- Le centre d'étude de l'énergie nucléaire à Mol, La Maison, no 2, 1958, p. 54-58
- Le cafétéria-réfectoire, La Maison, no 3, 1958, p. 77-78
- Appartements familiaux, La Maison, no 3, 1958, p. 79-80
- Dormitory, La Maison, no 8, 1958, p. 294-295
- Centre d'étude de l'énergie nucléaire C.E.N à Mol, La Maison, no 9, 1959, p. 315
- Le Club House , La Maison, no 9, 1959, p. 316
- Une villa du type B , La Maison, no 9, 1959, p. 317
- Une villa du type 'D , La Maison, no 9, 1959, p. 318
- Maisons groupées, La Maison, no 9, 1959, p. 319-320
- Centre d'étude de l'énergie nucléaire C.E.N à Mol, La Maison, no 11, 1959, p. 382-385
- Centre d'étude de l'énergie nucléaire C.E.N à Mol, La Maison, no 1, 1960, p. 21-22
- Le château d'eau, La Maison, no 1, 1960, p. 23
- Appartements pour jeunes ménages, no 1, 1960, p. 23-24
- Villa à Rhode St Genèse, La Maison, no 11, 1960, p. 358-359
- Maisons groupées (type 2) à Mol, La Maison, no 3, 1962, p. 83-84
- Numéro entier, La Maison, no 8, 1962, toutes les pages
- Villa à Waterloo (Brabant), La Maison, no 3, 1964, p. 79-80
- Extension scolaire à Uccle, La Maison, no 3, 1964, p. 80-82
- Maison familiale à Uccle-Bruxelles, La Maison, no 5, 1964, p. 149
- Villa à Uccle-Bruxelles, La Maison, no 5, 1964, p. 150-151
- Maisons ouvrières à Mol (Campine), La Maison, no 6, 1964, p. 186-187
- Bâtiments d'administration de la soc. Eurochemic à Mol, La Maison, no 6, 1964, p. 188
- Villa avenue des Sorbiers à Rhode-St-Genèse, La Maison, no 8, 1964, p. 245
- Villas jumelles à Wesembeek, La Maison, no 8, 1964, p. 246
- Villas jumelées à Watermael-Boitsfort, La Maison, no 5, 1965, p. 165-166
- Villa à Boitsfort, La Maison, no 1, 1966, p. 19-21
- A propos du 30e prix d'architecture Van de Ven, La Maison, no 6, 1966, p. 166
- Extension du siège social de la s.a Electrobel à Bruxelles, La Maison, no 6, 1968, p. 257-262
- Habitation à Uccle, La Maison, no 6, 1968, p. 273-274
- Institut national du sang, La Maison, no 1, 1969, p. 21-28
- Complexe d'appartements à Bruxelles, La Maison, no 3, 1969, p. 129-132